# Göran Skytte
Lars Göran Skytte, född 13 mars 1945 i Västra Skrävlinge församling i Malmö, död 20 november 2024 i Limhamns distrikt i Malmö, var en svensk journalist och författare. Han var bror till Håkan Skytte, musiker i proggbandet Hoola Bandoola Band. 

## Biografi

### 1960- och 1970-talet
Efter studentexamen 1966 följde universitetsstudier vid Lunds universitet och i Spanien 1967–1971. Skytte gick journalisthögskolan i Göteborg 1971–1972 och var sedan verksam på tidningen Arbetet 1972–1983. Han uppgav att den händelse som förändrade hans syn på journalistyrket var Watergateaffären, vilken han ansåg som den moderna journalistikens födelse.
Skytte var en del av 1960-talets vänstervåg. Under 1960-talet spelade han jazz med bland andra Hans Carling, men övergick till folkmusik och medverkade under 1970-talet på flera musikalbum med skånsk folkmusik. Han var också medlem i gruppen Birfilarna, senare ombildad till Filarfolket, och i Kabaréorkestern, som Mikael Wiehe bildade efter upplösningen av Hoola Bandoola Band. Han var barndomsvän med Wiehe, en vänskap som bestod livet ut, och spelade dragspel, trumpet och flöjt på flera av Wiehes skivor. Skytte medverkade även på flera musikalbum med tidigare Filarfolket-medlemmen Dan Gisen Malmquist. 
Skytte arbetade inledningsvis med undersökande journalistik om skattesmitning och liknande. Under denna tid var enligt honom själv hans huvudsakliga journalistiska inriktning att "avslöja makten".

### 1980- och 1990-talet
Skytte fick 1981 anställning på tidskriften ETC under ledning av Johan Ehrenberg. Han arbetade därefter på Aftonbladet, där han 1983 avslöjade att justitieminister Ove Rainer genom skatteplanering endast betalade 10 procent i skatt på en inkomst på 2,4 miljoner kronor. Rainer var tillsatt för att bland annat bekämpa ekobrottslighet. En regelrätt maktkamp mellan massmedia och regeringen uppstod, vilken ledde till att Rainer avgick som justitieminister.
År 1986 startade Skytte TV-programmet Rekordmagazinet tillsammans med Annika Hagström och Jan Guillou. Hagström och Guillou kunde inte hålla sams utan delade programmet i två skilda redaktioner. Programmet var samtida med 1980-talets hausse på börsen. Skytte investerade 30 000 kr i aktier och förräntade dem på två månader till 70 000. År 1989 skar sig vänskapen mellan Skytte och Guillou och journalistiken i programmet stagnerade, vilket enligt Skytte ledde till att det lades ner. Skytte erbjöds därefter att göra det egna programmet Skytte, som började sändas i januari 1990. Programmet fick höga tittarsiffror men också hård kritik. Programidén var att göra långa, djuplodande program om en enda person. Han intervjuade bland andra Björn Borg, Lill-Babs, Ulf Ekman, Pehr G. Gyllenhammar och Bo Widerberg. Programmet gjordes fram till 1997. Under våren 2000 gjorde han en dokumentär om Sven-Göran Eriksson under dennes tid som tränare för italienska SS Lazio.

### Senare år och gärning som religiös förkunnare
Skytte övergick efter sekelskiftet till att vara egenföretagare, kristen förkunnare och författare. Åren 2000–2013 var han kolumnist på Svenska Dagbladets ledarsida. Under tiden januari 2011 till maj 2018 var han krönikör för tidningen Dagen.
Sedan han blivit övertygad kristen verkade han som förkunnare i olika sammanhang, till exempel på Europakonferensen vid Livets Ord, i gudstjänster i Svenska kyrkan och i andra samfund. Tillsammans med prästen Bo Brander utgav han 2006 boken Ett år med Jesus. Enligt egen uppgift var Skytte medlem i Svenska kyrkan, EFS och Ekumeniska kommuniteten i Bjärka-Säby, en ekumenisk församling och kommunitet inom pingströrelsen.